# Dialectique

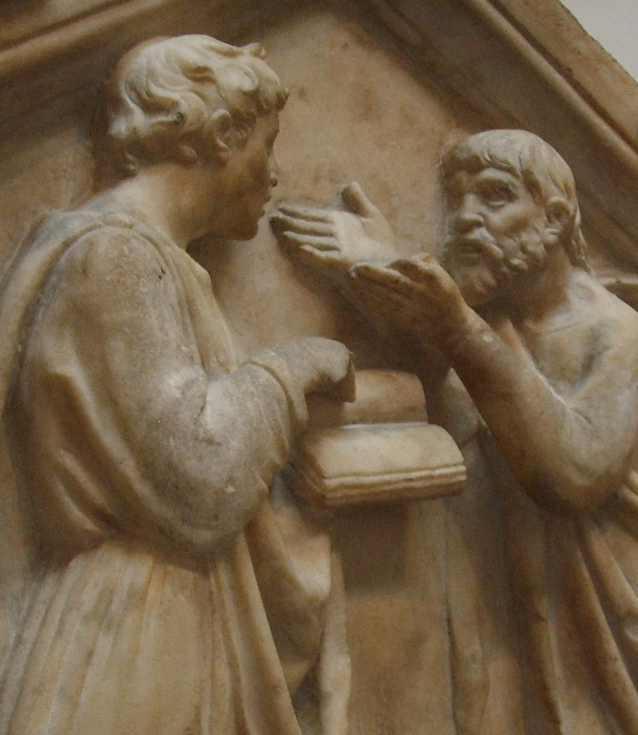
Platon et Aristote discutant. Détail d'un bas-relief de della Robbia (XVe siècle, Florence, Italie).

La dialectique (également méthode du dialogue ou art dialectique), est une méthode de discussion, de raisonnement, de questionnement et d'interprétation qui occupe depuis l'Antiquité une place importante dans les philosophies occidentales et orientales. Le mot « dialectique » trouve son origine dans le monde grec antique (le mot vient du grec dialegesthai : « converser », et dialegein : « trier, distinguer », legein signifiant « parler »). Elle aurait été inventée par le penseur présocratique Zénon d'Élée. Son emploi systématique dans les dialogues de Platon a popularisé l'usage du terme.
La dialectique trouve son origine dans la pratique fondamentale du dialogue entre deux personnes ayant des points de vue différents, chacune essayant de persuader l’autre. Art du dialogue et de la discussion, elle se distingue de la rhétorique (qui se rapporte plutôt aux formes du discours par le dénombrement de ses différentes figures), du fait qu'elle est conçue comme un moyen de chercher des connaissances par l'examen successif de positions distinctes voire opposées. Il en existe des usages détournés, comme l'éristique, visant la persuasion plus que la vérité. Plus généralement, elle désigne un mouvement de la pensée, qui se produit de manière discontinue, par l'opposition, la confrontation ou la multiplicité de ce qui est en mouvement, et qui permet d'atteindre un terme supérieur, comme une définition ou une vérité.
Elle est ainsi devenue, en particulier à travers son assimilation par le Moyen Âge, une technique classique de raisonnement, qui procède en général par la mise en parallèle d'une thèse et de son antithèse, et qui tente de dépasser la contradiction qui en résulte au niveau d'une synthèse finale. Cette forme de raisonnement trouve son expression dans le réputé « plan dialectique » dont la structure est « thèse-antithèse-synthèse » : je pose (thèse), j'oppose (antithèse) et je compose (synthèse) ou dépasse l'opposition. C'est Johann Gottlieb Fichte qui formule la dialectique comme « thèse-antithèse-synthèse » dans Doctrine de la science (1794). 
Georg Hegel l'exprime différemment. Chez lui, la dialectique devient non plus une méthode de raisonnement, mais le mouvement même de l'esprit dans sa relation à l'être : elle est alors conçue comme le moteur interne des choses, qui évoluent par négation et réconciliation. Mais là où la dialectique hégélienne était essentiellement idéaliste, elle concerne au contraire le mouvement de la matière chez Marx, qui fait des contradictions socio-économiques le moteur de l'histoire. La plupart des disciples de Hegel, dont Feuerbach, Marx, l'École de Francfort, Sartre, ou encore le poète Breton, donneront leur propre version de la dialectique comme mouvement de la réalité. Adorno  renverse le principe même de fonctionnement de la méthode philosophique initialement présentée par Hegel dans son ouvrage Dialectique négative.

## Histoire

### La dialectique dans l'Antiquité

#### Chez les présocratiques
En Grèce antique, on trouve ses premières traces chez les penseurs présocratiques : d'abord dans la pensée sur l'un et le multiple développée par Parménide au Ve siècle av. J.-C., et poursuivie par son élève Zénon d'Élée dans ses célèbres paradoxes (ce dernier étant tenu par Aristote pour l'inventeur de la dialectique).

#### Chez Socrate

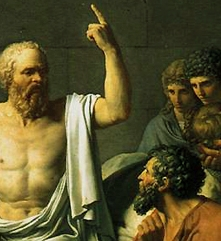
Socrate discutant avec ses amis le jour de sa mort (détail du tableau de Jacques-Louis David, La mort de Socrate, 1787).

On peut voir l'une des sources majeures de la dialectique dans la méthode de dialogue oral pratiquée par Socrate. Fils d'une sage-femme, Socrate revendique et applique à plusieurs reprises (dans les dialogues de Platon) ce qu'il appelle l'art d'« accoucher les âmes » (méthode aussi appelée maïeutique). Cette méthode consiste en un interrogatoire, mené par Socrate, qui progresse logiquement de façon à faire « accoucher » l'interlocuteur d'une connaissance qu'il possédait en lui sans s'en rendre compte. Le but de ce procédé est donc de découvrir une vérité (ou encore une définition, comme dans les dialogues de jeunesse de Platon dits « socratiques »). Socrate avait aussi une méthode de réfutation particulière (elenchos socratique), consistant à pousser la thèse de son adversaire jusqu'à ses ultimes conséquences pour en montrer l'invraisemblance (sous la forme de contradictions découlant de cette thèse). La fécondité de la dialectique peut être remise en cause par l'aboutissement des dialogues de Platon dits « socratiques », qui débouchent en général sur une impasse ou « aporie ». Toutefois, cette méthode permet au moins de dissiper des erreurs et de fausses conceptions.

#### Chez Platon
Chez Platon, la dialectique est ainsi une science ou un type de connaissance qui repose sur la confrontation de plusieurs positions de manière à dépasser l'opinion (doxa) en vue de parvenir à un véritable savoir (ou à la vérité). Il s'agit donc d'un moyen de s'élever du monde des apparences (ou du "sensible") vers la connaissance intellectuelle (ou "l'intelligible"), jusqu'aux concepts les plus généraux, jusqu'aux principes premiers (voir La République, livres VI et VII). C'est aussi un art d'ordonner les concepts en genres et en espèces (en particulier à travers la méthode de division - ou dihairesis - appliquée dans le Sophiste et le Politique et servant à définir un objet).

« Il n'y a pas d'autre recherche que la dialectique qui n'entreprenne de saisir méthodiquement, à propos de tout, l'essence de chaque chose. »

— Platon, La République, Livre VII, 533b
Dans Philèbe Platon définit la connaissance dialectique comme une connaissance de ce qui reste toujours identique à soi.

#### Chez Aristote
Aristote définit lui aussi la dialectique comme l'art des raisonnements qui portent sur des opinions probables, ou l'opposition d'opinions contraires [réf. nécessaire]. À la dialectique, il a dédié ses Topiques ainsi qu'une partie du livre Γ de sa Métaphysique. Selon le Ch. 4 du dernier texte, la dialectique est indispensable pour trouver une légitime preuve du 'principe' (il s'agit, à son avis, de la loi de non-contradiction, considérée comme précondition fondamentale de l´être et de la vérité). Si on essayait de donner une démonstration du principe, on tomberait fatalement sur un raisonnement circulaire, qu'Aristote appelle aussi, justement, « pétition de principe ». Comment donner alors une preuve rationnelle du principe ? Selon Aristote, cet argument n'est pas impossible, mais il doit s'articuler comme une réfutation de quiconque croit l'opposer (Platon avait déjà dit, in République 510, 533 sqq., que seul le dialecticien parvient à apercevoir les principes non-hypothétiques).
Comme forme argumentative, la dialectique obéit à au moins deux règles procédurales qui lui sont propres, c'est-à-dire qu'elles n'ont pas d'application possible en contextes « monolectiques » : ce sont l'onus probandi (« la charge de la preuve ») et l'argumentation ex concessis (« à partir de ce qui a été accepté »).[réf. nécessaire]

#### ChezThéophraste
Des topiques, Aristote établit cinq classes de problèmes : le facteur, la condition, le genre, l'accident, le propre ; Théophraste les réduit à trois : le facteur, la condition, l'accident.

### La dialectique dans la philosophie médiévale

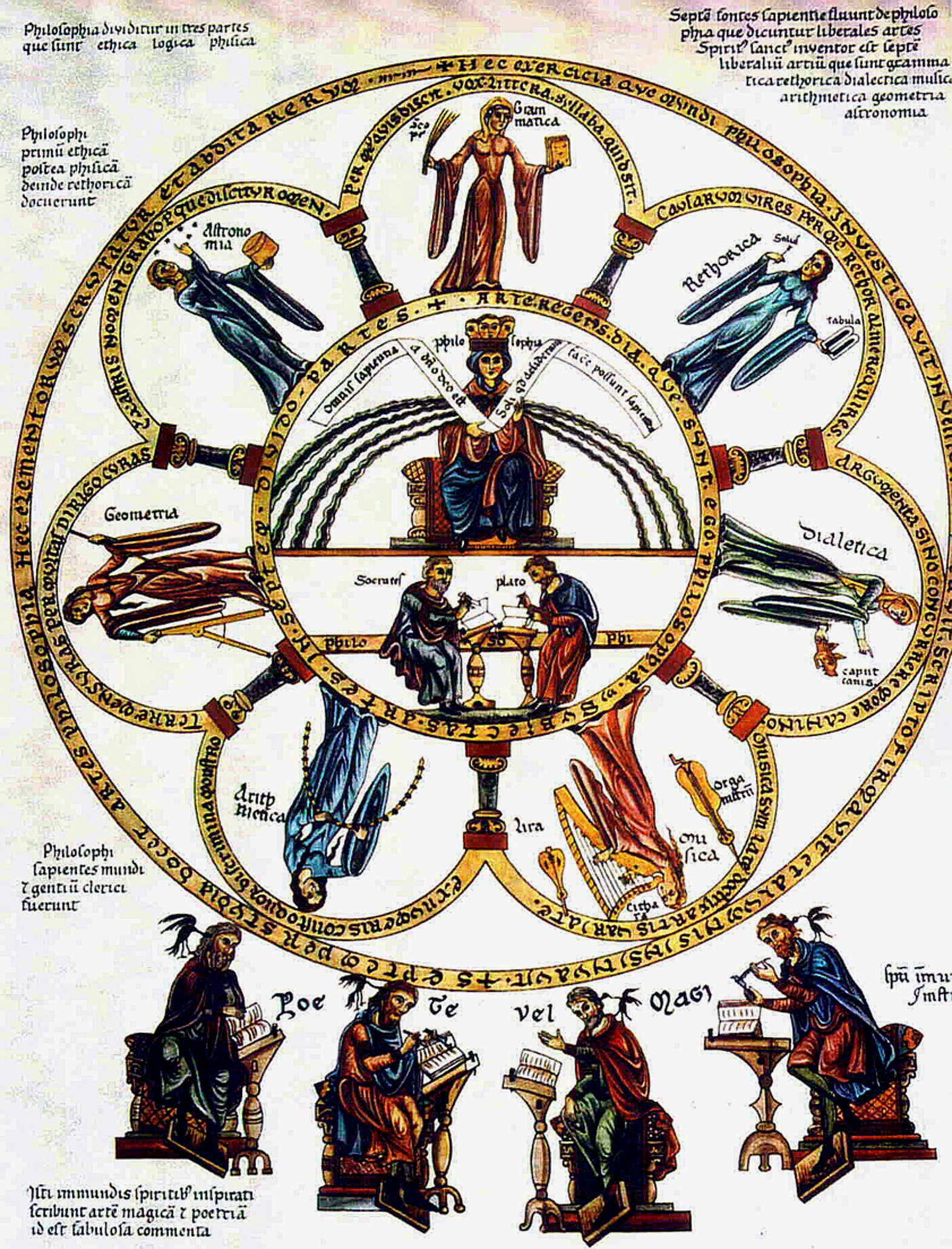
Les sept arts libéraux, illustration de l'Hortus Deliciarum (v. 1180).

#### Le haut Moyen Âge
Durant le haut Moyen Âge, la dialectique formait, avec la grammaire et la rhétorique, les trois disciplines du trivium, avant l'époque carolingienne. Le trivium (« triple chemin ») constituait, avec le quadrivium (« quadruple chemin »), le socle des matières enseignées (les sept arts libéraux) dans les écoles depuis l'Antiquité latine. C'est le moine lettré anglo-saxon Bède le Vénérable, de culture latine, qui, avec Isidore de Séville, transmit ces arts libéraux à l'Occident chrétien au début du VIIIe siècle. Le moine anglais et grand réformateur Alcuin, ami et conseiller de Charlemagne, reprit cette base pour fonder le système d'enseignement de l'Empire carolingien, à la fin du VIIIe siècle, participant à la « Renaissance carolingienne ». Il fut aussi l'auteur d'un traité de dialectique.
Au IXe siècle, le néoplatonicien Jean Scot Erigène enseignait encore les arts libéraux. Mais avec les invasions vikings, sarrasines et hongroises des IXe et Xe siècles, les études connurent un déclin relatif. Ainsi, plusieurs arts libéraux (en particulier le quadrivium et la dialectique) n'étaient plus ou presque plus enseignés dans les monastères, comme le rapporte le chanoine Jean Leflon, biographe moderne de Sylvestre II (Gerbert d'Aurillac), premier pape français, de 999 à 1003.
Toutefois, un peu avant l'An mil, Sylvestre II remit à l'honneur la dialectique en Europe. Il fut, dit-on, le premier à introduire Aristote en Occident (Platon était déjà lu et connu, notamment à la cour de Charlemagne, via le néoplatonisme). Après son séjour en Catalogne, Gerbert d'Aurillac introduisit la dialectique et le quadrivium à l'école cathédrale de Reims, où il enseigna ces disciplines.

#### Le bas Moyen Âge
Une nouvelle période de traduction des œuvres d'Aristote commence au XIe siècle, qui voit s'affronter dialecticiens et anti-dialecticiens. Les premiers pensent que, par le recours à la logique d'Aristote, une explication rationnelle des mystères chrétiens est possible, tandis que les seconds estiment que la dialectique risque de dissoudre les mystères de la religion, et sont partisans de l'autorité des Pères de l'Église et des Conciles. Cette époque de tâtonnement sur les rapports entre la foi et la raison est dominée par l'œuvre imposante d'Anselme de Cantorbéry.
Le XIIe siècle poursuit et amplifie le développement de la dialectique, notamment par l'étude de la logique et de la grammaire spéculative, qui deviennent les instruments de la théologie (par exemple chez Alain de Lille). C'est à cette époque que prend corps la querelle des universaux, autour de l'opposition entre les réalistes et les nominalistes, parmi lesquels figurent Roscelin de Compiègne et Guillaume de Champeaux, les maîtres du plus grand dialecticien de l'époque, Pierre Abélard. Outre la logique, dans les écoles monastiques, une nouvelle philosophie naturelle (École de Chartres) et la mystique spéculative se partagent alors les fruits de la dialectique. C'est aussi le siècle où s'amorce un vaste mouvement, parti de Tolède et d'Italie, de traductions latines nouvelles (Gérard de Crémone, Henri Aristippe, Dominique Gundissalvi), en particulier des œuvres d'Aristote ou des commentateurs d'Aristote (Alexandre d'Aphrodise, Proclus), ces derniers comptant aussi pour une grande part les représentants de l'aristotélisme arabe (Al-Kindi, Al-Farabi, Avicenne), qui pénètre ainsi en Occident.

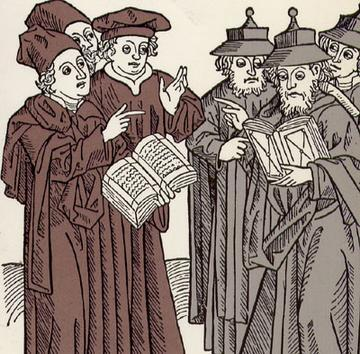
Une disputatio entre des clercs chrétiens et juifs (1483).

Au XIIIe siècle, la diffusion de la philosophie d'Aristote fait apparaître une nouvelle méthode philosophique : la scolastique, qui tente d'incorporer l'aristotélisme au christianisme. Les œuvres d'Aristote ayant été progressivement regroupées, classées et diffusées dans les universités nouvellement créées (notamment par Albert le Grand à l'Université de Paris), c'est vers le milieu du siècle que Thomas d'Aquin réalise une vaste synthèse entre l'aristotélisme et le christianisme, principalement dans sa Somme théologique, tâche qui apparaissait pourtant bien improbable, mais qui aura une influence considérable et donnera naissance au courant scolastique. Les dominicains adoptent rapidement cette synthèse thomiste, mais un fort courant franciscain la rejette et reste fidèle à saint Augustin, tandis que d'autres se tournent vers Avicenne ou Averroès. De cette opposition au thomisme surgiront de nouvelles écoles au début du XIVe siècle, issues des maîtres franciscains Duns Scot et Guillaume d'Occam.
Les arts libéraux restent néanmoins, pendant cette période, la base de l'enseignement. En particulier, les procédés dialectiques de questions-réponses, comme la fameuse disputatio, étaient très utilisés dans les écoles urbaines et les universités en Europe jusqu'au XIIIe siècle. Bernard de Clairvaux, par exemple, les utilisait fréquemment. En somme, la dialectique fut enrichie au Moyen Âge par la logique aristotélicienne, qui fournissait des fondements et des concepts solides et utiles aux raisonnements. Elle constitue ainsi la méthode de réflexion et de discussion privilégiée dans la théologie médiévale (« la raison au service de la foi », ou « la philosophie servante de la théologie »). Elle permettait en effet non seulement à la religion chrétienne d'éclairer certains de ses articles par une exposition rationnelle, mais aussi à des positions et à des théories concurrentes ou contradictoires de se mettre à dialoguer les unes avec les autres, et éventuellement de se réconcilier.

### La dialectique dans la philosophie moderne

#### La dialectique chez Hegel

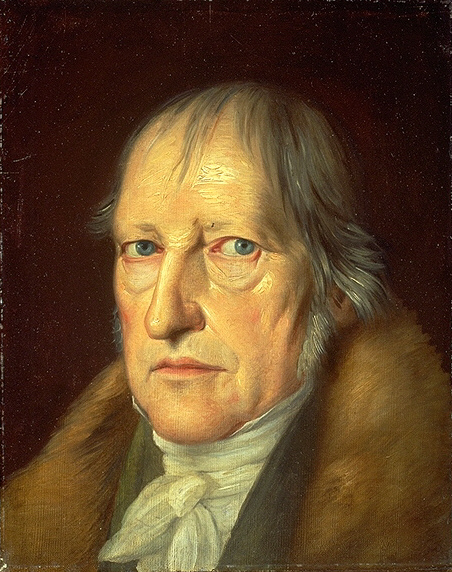
Hegel. Portrait par Jakob Schlesinger (1831).

La dialectique est habituellement identifiée à ses trois moments : thèse, antithèse, synthèse ou encore position, opposition, composition ou décomposition. Cependant, à la fin de la Logique (L'idée absolue, p. 381-383), Hegel montre que le moment négatif se divise lui-même en deux : opposition extérieure et division intérieure ou médiatisé et médiatisant : « si après tout l'on veut compter », « au lieu de la triplicité, on peut prendre la forme abstraite comme une quadruplicité » (souligné par les traducteurs, en particulier dans leur présentation de la doctrine de l'essence, p. XIII). Cela n'empêche pas la pertinence de la division ternaire, omniprésente. En fait on pourrait parler de cinq temps constitués de deux fois trois temps puisqu'il y a bien une synthèse partielle entre les deux moments négatifs :
1. position (être),
2. opposition extérieure (environnement),
3. unité spatiale des opposés (devenir),
4. division intérieure de l'unité (formulation du devenir par l'être),
5. enfin compréhension de l'identité temporelle et de lieu de soi dans l'être-autre-soi (totalité sujet-objet).

La dialectique n’est pas une méthode extérieure imposant une forme immuable comme la triplicité, c'est le développement de la réalité, de la chose elle-même. On peut récuser l’idée qu’il y aurait une doctrine hégélienne, car il s’agit en fait de dégager ce qu’il y a d’intelligible dans la réalité, et non d’en produire une nouvelle interprétation. La philosophie décrit la réalité et la reflète.
Dans le domaine de l’esprit, la dialectique est l’histoire des contradictions de la pensée qu’elle surmonte en passant de l’affirmation à la négation et de cette négation à la négation de la négation. C’est le mot allemand Aufhebung qui désigne ce mouvement d'aliénation (négation) et de conservation de la chose supprimée (négation de la négation). La négation est toujours partielle. Ce qui est sublimé est alors médié et constitue un moment déterminé intégré au processus dialectique dans sa totalité. Cette conception de la contradiction ne nie pas le principe de contradiction, mais suppose qu’il existe toujours des relations entre les opposés : ce qui exclut doit aussi inclure en tant qu’opposé.
Or, la thèse fondamentale de Hegel est que cette dialectique n’est pas seulement constitutive du devenir de la pensée, mais aussi de la réalité ; être et pensée sont donc identiques. Tout se développe selon lui dans l’unité des contraires, et ce mouvement est la vie du tout. Toutes les réalités se développent donc par ce processus qui est un déploiement de l’Esprit absolu dans la religion, dans l’art, la philosophie et l’histoire. Comprendre ce devenir, c’est le saisir conceptuellement de l’intérieur.
Mais cette compréhension de la réalité ne peut venir qu’une fois les oppositions synthétisées et résolues, et c’est pourquoi la philosophie est la compréhension de l’histoire passée : « la chouette de Minerve ne prend son envol qu’au crépuscule. »Par exemple, Napoléon achève la Révolution française et Hegel le comprend.[réf. souhaitée]

#### La dialectique chez Karl Marx

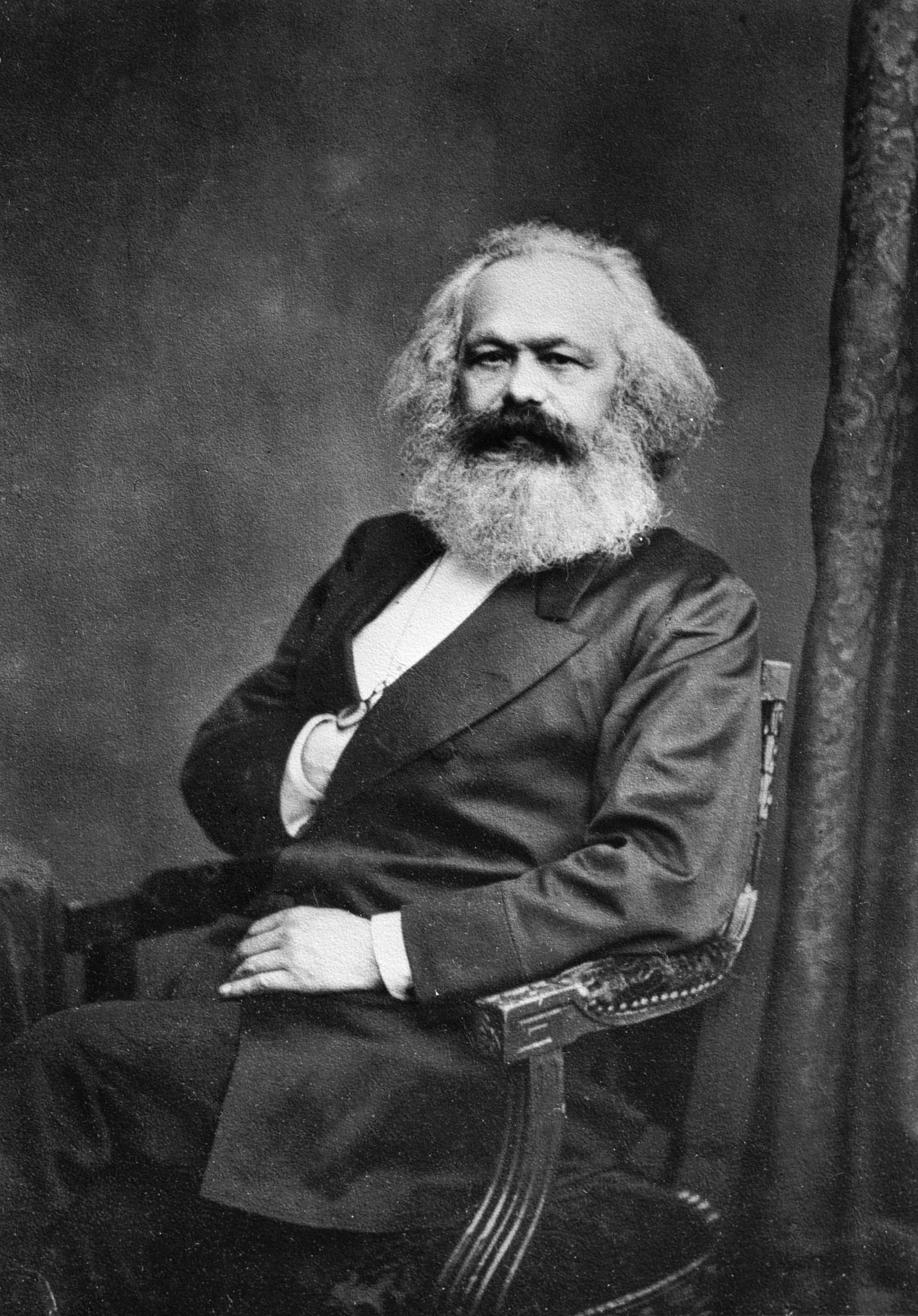
Karl Marx en 1875.

Marx s'oppose à la dialectique hégélienne en ce qu'il « remet sur ses pieds », réinsère le déroulement du temps humain dans le processus dialectique, temps qui, chez lui, détient le rôle proprement matérialiste de l'histoire. Marx considérait que les conditions matérielles d'existence des êtres humains (notamment leur place dans leurs rapports de production) sont la détermination de leur conscience et non pas l'inverse.
« Dans la production sociale de leur existence, les hommes nouent des rapports déterminés, nécessaires, indépendants de leur volonté ; ces rapports de production correspondent à un degré donné du développement de leurs forces productives matérielles. L'ensemble de ces rapports forme la structure économique de la société, la fondation réelle sur laquelle s'élève un édifice juridique et politique, et à quoi répondent des formes déterminées de la conscience sociale. Le mode de production de la vie matérielle domine en général le développement de la vie sociale, politique et intellectuelle. Ce n'est pas la conscience des hommes qui détermine leur existence, c'est au contraire leur existence sociale qui détermine leur conscience. À un certain degré de leur développement, les forces productives matérielles de la société entrent en collision avec les rapports de production existants. »
Karl Marx, Préface de la Contribution à la critique de l'économie politique (1859), Gallimard, coll.« La pléiade », Tome I, p. 273.
La dialectique de l'histoire résulte des contradictions entre les classes sociales, de la lutte entre leurs intérêts divergents, ainsi qu'entre le développement des forces productives et les rapports sociaux issus de leur état antérieur.
La dialectique de Marx souhaite dépasser le « socialisme utopique », avec un socialisme (ou communisme) qui se veut basé sur le mouvement réel de l'histoire et sur le développement des forces productives, c'est-à-dire sur les possibilités objectives du moment historique et des rapports de force sociaux.
Le « matérialisme dialectique », ou « dialectique matérialiste » (terme qui n’a pas été employé par Marx, mais qui était déjà utilisé avant sa mort par ses disciples), basée sur les faits pratiques, se distingue du matérialisme ordinaire par son côté dynamique et révolutionnaire, orienté vers la « transformation du monde » qui est aussi son humanisation (comme l'explique Georg Lukács au début du premier chapitre de son œuvre Histoire et conscience de classe).
« Le principal défaut de tout matérialisme jusqu'ici (y compris celui de Feuerbach) est que l'objet extérieur, la réalité, le sensible ne sont saisis que sous la forme d'Objet ou d'intuition, mais non en tant qu'activité humaine sensible, en tant que pratique, de façon subjective. »
Karl Marx, première thèse sur Feuerbach.
« Dans la conception positive des choses existantes, la dialectique inclut du même coup l'intelligence de leur négation fatale, de leur destruction nécessaire, parce que, saisissant le mouvement même dont toute forme faite n'est qu'une configuration transitoire, rien ne saurait lui en imposer ; parce qu'elle est essentiellement critique et révolutionnaire. »
Karl Marx, Gallimard, coll.« La pléiade », Tome I, p. 559
Selon la conception matérialiste de l’histoire, la philosophie, la science, les idéologies, sont des superstructures de la société, et sont donc elles-mêmes historiques. Ainsi, pour Sartre, « le marxisme, c'est l'Histoire elle-même prenant conscience de soi ». Il fait sienne l'idée que la Raison dialectique ne peut être critiquée que par la Raison dialectique elle-même. La méthode qu'il affine (à partir d'une proposition d'Henri Lefebvre) est la méthode progressive-régressive.

#### La dialectique chez Adorno
Dans son ouvrage Dialectique négative paru en 1966, qui s'inscrit dans le courant de la théorie critique, Theodor W. Adorno (1903 † 1969) renverse le principe même de fonctionnement de la méthode philosophique initialement présentée par Hegel. Au lieu de fonder la connaissance humaine sur l'identité, dans la conscience, des objets avec le sujet pensant (comme Aufhebung chez Hegel), la dialectique d'Adorno est une connaissance aiguë de la non-identité entre le sujet et l'objet. En d'autres termes, la dialectique négative est la conscience de la différence et de l'impossibilité de tout saisir par le simple moyen de la pensée.

## La dialectique éristique
Cette forme de dialectique se développe très tôt, par exemple chez les Sophistes. Elle est définie par Arthur Schopenhauer dans son livre La Dialectique éristique. Il s'agit d'une méthode de persuasion, dans la mesure où les arguments sont considérés pour leur seule efficacité (c'est-à-dire dans l'unique but de persuader). À ce titre, elle peut apparaître plutôt comme une technique rhétorique. Schopenhauer appelle cet artifice « l'art d'avoir toujours raison ». Il en établit un recueil (non exhaustif) de 38 règles, destinées à faire accroire à un interlocuteur ou à un public que l'on a raison, quel que soit le détenteur de la formule de la vérité. Cette dialectique ne vise pas à la connaissance, ni à la recherche de la vérité, mais indifféremment à cultiver une image de son personnage comme savant ou à défendre une opinion.

## La dialectique contemporaine et la science
Après 1945, à la suite de la caricature du matérialisme dialectique (le diamat) et l'affaire Lyssenko, la dialectique est fortement et diversement critiquée par les philosophes (Jean-Paul Sartre) et les scientifiques (Jacques Monod, Guillaume Lecointre). Aujourd'hui, certains philosophes comme Jean-Marie Brohm remettent en avant la dialectique mais de manière philosophique dans le cadre strictement de l'action humaine, la praxis. Ils rejettent la dialectique de la nature et positiviste ou matérialiste et l'existence des lois scientifiques déterminées naturellement et existantes en dehors de l'action de l'homme. Cependant après guerre, quelques-uns (Richard Lewontin, Stephan Jay Gould, Alexandre Zinoviev, Patrick Tort…) la reconnaissent ouvertement dans leurs études et l'objet de leurs études. Au XXIe siècle, des ouvrages de scientifiques remettent en avant la dialectique dans les sciences comme Bertell Ollman, Pascal Charbonnat ou encore Évariste Sanchez-Palencia en lien avec le matérialisme dialectique initié par Marx, Engels et Dietzgen.
Ainsi, la dialectique permet dans les sciences de rendre intelligibles et abordables des contradictions (tendances antagoniques), c'est-à-dire des situations insolites et paradoxales que l'on rencontre dans les observations et les expériences scientifiques.
« A la rigueur, ce contenu dialectique est changeant avec le progrès des sciences, car en un certain sens, ce contenu est la science elle-même, dont les principes constituent des abstractions.

Voici l'énoncé de ces principes [dialectiques], essentiellement dus à F. Engels (1878), sous la forme donnée par J.M Brohm (Les principes de la dialectique, 2003) :
1. Mouvement et transformation.
2. L'action réciproque (ou interdépendance, dite aussi unité dialectique).
3. La contradiction, force créatrice.
4. Le passage du quantitatif au qualitatif (bonds et ruptures).
5. La négation de la négation : thèse, antithèse et synthèse (ou principe du développement en spirale).

Notons que Georges Politzer (1936) regroupe les principes 3 et 5 en un seul. Cela ne présente aucun inconvénient, puisque le contenu des principes n'a pas encore été défini. Qui plus est, l'évolution de nos connaissances scientifiques conduit à une révision permanente du contenu de ces principes. C'est ainsi que […], pour les phénomènes faisant intervenir l'évolution d'au moins trois agents, un nouveau principe, « des comportements erratiques sur l'attracteur » mettant en œuvre des découvertes (le chaos déterministe) datant seulement d'une trentaine d'années, et donc totalement inconnues d'Engels ou de Politzer. »
La dialectique matérialiste a trouvé dans la biologie un certain nombre d’arguments (cf JBS Haldane, Richard Lewontin, Stephen Jay Gould). Par le fait que les êtres vivants, déterminés par leurs bases physico-chimiques fluctuantes (voir Prigogine) et un certain contenu en information, sont soumis à des changements incessants, aussi bien sur le plan de leur structure (métabolisme) que de leur évolution, le concept de dialectique, au sens qui avait été donné par Engels dans la dialectique de la nature, a pu être appliqué.
Selon Évariste Sanchez-Palencia, la dialectique permet de résoudre des problèmes scientifiques contradictoires, insolites et paradoxaux dans tous les domaines de connaissances dont les mathématiques appliquées. . En effet, « la dialectique n'est pas une logique avec des lois strictes, mais un cadre général dans lequel s'inscrivent les phénomènes évolutifs ».
Jacques Monod affirme que "la théorie du gène déterminant héréditaire invariant au travers des générations, et même des hybridations, est tout à fait inconciliable avec les principes dialectiques" (Le Hasard et la Nécessité, 1970, p.58).

#### Textes anciens
- Platon, Parménide

#### Textes classiques
- Emmanuel Kant, Critique de la raison pure
- Arthur Schopenhauer, L'Art d'avoir toujours raison
- Friedrich Engels, L'Anti-Dühring

#### Textes contemporains
- Raymond Aron, Penser la liberté, penser la démocratie, Paris, Gallimard, coll. « Quarto », 2005, 1814 p. (ISBN 978-2-070-77577-4, OCLC 300320866)
- Claude Bruaire, La dialectique, Paris, Presses universitaires de France, coll. « Que sais-je? » (no 363), 1993, 2e éd. (1re éd. 1985), 2e éd (ISBN 978-2-130-45627-8, OCLC 45028905)
- Georgij Davidovič. Gurvič, Dialectique et sociologie, Paris, Flammarion, coll. « Nouvelle bibliothèque scientifique », 1962 (OCLC 844588166)
- Henri Lefebvre, Le matérialisme dialectique, Paris, F. Alcan, coll. « Nouvelle encyclopédie philosophique » (no 21), 1939 (réimpr. 1962), 153 p. (OCLC 6229897)
- Jean-Paul Sartre, Critique de la raison dialectique, Paris, Gallimard, coll. « Bibliothèque des idées », 1960 (OCLC 253281599)

#### Textes généraux
- Jean-Marie Brohm, les principes de la dialectique, Éditions de La Passion, 254p., 2003
- René Mouriaux, La dialectique d'Héraclite à Marx, Syllepse, 2010
- Bertell Ollman, La dialectique mise en œuvre : Le processus d'abstraction dans la méthode de Marx, Syllepse, 2005
- Évariste Sanchez-Palencia, Promenade dialectique dans les sciences, Hermann, 2012.
- Lucien Sève, Sciences et dialectiques de la nature, La Dispute, 1998
- Alexandre Zinoviev Faktor Ponimania (le Facteur de la Compréhension)